# Soboli
Soboli – wieś w Chorwacji, w żupanii primorsko-gorskiej, w gminie Čavle. W 2011 roku liczyła 172 mieszkańców.